# Oczenikowo
Oczenikowo (ros. Очениково) – wieś w Rosji, w rejonie czerepowieckim obwodu wołogodzkiego. W 2010 liczyła 20 mieszkańców.